# Olean (New York)
Pour les articles homonymes, voir Olean.
Ne doit pas être confondu avec Olean (ville, New York)
Olean (en anglais [ˈoʊliːæn]) est une cité (city) américaine est située dans le comté de Cattaraugus, dans l’État de New York. Lors du recensement de 2020, sa population s’élevait à 13 437 habitants. C’est la ville la plus peuplée du comté.
C'est à Olean qu'a été installé en 1968 le premier système de vidéosurveillance au monde.

## Personnalité liée à la ville
- Claude Allen (1885-1979), athlète et entraineur de basket-ball américain ;
- Louis Zamperini (1917-2014), athlète et militaire américain.

## Source
- (en) Cet article est partiellement ou en totalité issu de l’article de Wikipédia en anglais intitulé « Olean, New York » (voir la liste des auteurs).

1. ↑  Henri-Jean Calsat (dir.), Dictionnaire multilingue de l'aménagement de l'espace: français-anglais-allemand-espagnol, Paris, Conseil international de la langue française, 1993, 1111 p. (ISBN 978-2-85319-245-3, BNF 36209642, lire en ligne), p. 509
2. ↑  Fear, Society, and the Police, Dale L. June